# Коброншанц
Коброншанц, шанец Коброна, Коберншанце (латыш. Kobronskansts) — элемент оборонительной системы Риги, располагавшийся на левобережье Даугавы. По сути представляет собой земляное укрепление (шанец).

## Строительство
Был построен шведами в начале 1621 года во время военной кампании короля Густава II Адольфа, которую он вёл против Польши. Шведы блокировали город и для обеспечения надёжности осады у старого устья реки Марупите построили шанец, названный в честь шведского военного деятеля Самуэля Коброна (Кокберна), отличившегося при осаде Пскова в период Смутного времени. Коброн непосредственно руководил проектировкой и строительными работами по устройству шанца на левом берегу Даугавы, что и предопределило название этого объекта фортификации. Тогда рядом с шанцем Коброна, на правом берегу Марупите недалеко от места её впадения в Даугаву, располагался ещё один элемент защитной системы Задвинья — шестиэтажная Красная башня (на холме Торенсберг), которую впервые упоминают в инвентаризации элементов оборонительной системы Риги в 1483 году.
Башню, прилично обветшавшую к середине XVII века, решают снести за ненадобностью. На изображениях второй половины XVII века башня больше не видна. Её снесли в 1641—1642 годах или в 1657 году.
Коброншанц расширяют в 1631 году, перестраивая с использованием принципов новаторской голландской системы. К Коброншанцу после перестройки примыкала упорядоченная система бастионов с казематами и пороховыми складами, были сооружены равелины, прорыт ров.
Но спустя 18 лет после сильного разлива Даугавы Коброншанц получил большие повреждения: были подмыты крепостные стены, разрушен полубастион и повреждены два бастиона. На восстановление укреплений ушло несколько лет.

## Влияние на военные действия
Когда к Риге 21 августа 1656 года подошла 80-тысячная русская армия под предводительством царя Алексея Михайловича, Самуэль Коброн приказал засыпать русло Марупите, и вышедшая из берегов вода залила равнину, превратив шанец в труднодоступный островок и принудив русскую армию отступить 5 октября.
Впоследствии Коброншанц снова спас Ригу, преградив путь полякам на левый берег.
После этого шведы снова перестроили шанец, использовав новейшую систему французского инженера и министра Людовика XIV Себастьена де Вобана. Каждый лифляндский помещик был обязан в течение трех лет посылать на рижские укрепительные работы по 12 работников.
16 февраля 1700 года в ходе первой осады Риги польско-саксонским войскам удалось занять шанец Коброна, после чего он незамедлительно был переименован в Ораниенбаум.
И даже после второй, июньской осады города, закончившейся неудачно, саксонцы не покинули шанец, укрепившись в нём и создавая угрозу для шведов. Только после решающей Спилвской битвы, продолжавшейся 2 часа 9 июля 1701 года, части разгромленной саксонской армии бежали в шанец Коброна, откуда вскоре переправились к верховьям Даугавы, бросив большое количество вооружения, которое в итоге досталось шведской стороне, и взорвав сам шанец.
В 1710 году, в начале осады Риги русскими войсками накануне дня Святого Михаила, когда повсеместно крестьянским населением Прибалтики отмечался праздник сбора урожая и кульминации осени, был захвачен шанец Коброна, который был оперативно переименован в шанец Петра Первого аккурат к прибытию самого государя 10 ноября 1709 года. С шанца Коброна Пётр Первый, по собственному признанию, выпустил несколько ядер по ненавистному ему в тот момент городу.

## Преобразование
Постепенно Коброншанц терял своё стратегическое значение, а земли к западу от шанца (торенсбергские пойменные луга), которые в весеннее время постоянно заливались, в середине XVIII века были объявлены эспланадой, на которой было запрещено любого рода строительство.
В будущем шанец Петра Первого дважды перестраивался и расширялся — в 1810 и 1854 годах. В 1868 году в непосредственной близости от шанца была построена железнодорожная линия Рига — Митава, после чего по «правилу Тотлебена» было запрещено любое строительство в полосе 639 метров от насыпи.
Уже в 1873 году железнодорожная линия Рига — Туккум была проведена через шанец Коброна. К тому времени шанец был частично срыт, засыпаны рвы, полуликвидированы бастионы, а после отмены эспланадного принципа в 1908 году его окончательно ликвидируют.

## Интересные факты
- На развалинах Коброншанца[источник не указан 1060 дней] в детстве играл будущий инженер-генерал граф Эдуард Иванович Тотлебен (1818—1884), герой обороны Севастополя 1854—1855 гг. и участник русско-турецкой войны 1877—1878 гг. Именно в Риге мальчик увлёкся фортификационным искусством и начал строить первые модели редутов. Именно это подсказало его отцу выбор профессии для сына: Главное инженерное училище в Санкт-Петербурге[1]. В Риге Тотлебен также начал свою карьеру как военный инженер, поступив в 1838 году в Рижскую крепостную команду[4].
- В 2017 году при рытье котлована для нового корпуса Латвийского университета были найдены неплохо сохранившиеся остатки шанца.